# Pociumbăuți, Rîșcani
Pociumbăuți este un sat din raionul Rîșcani, Republica Moldova, cu o populație de circa 680 de locuitori.
Pociumbăuți are o suprafață de circa 1,3 kmp, cu un perimetru de 5,52 kmp. Satul se află la distanța de 25 km de orașul Râșcani și la 205 km de Chișinău.

## Istorie
Satul Pociumbăuți este atestat documentar la 1711, iar toponimul acestuia s-a constatat că ar porni de la „pociumb+bouți”, adică, de la țărușul înfipt în pământ de care se prinde o funie sau un odgon, cu care sunt legate animalele; în cazul dat – bouții.
La recensământul din anul 1817, în sat au fost numărați 1 preot, 1 dascăl, 1 pălămar, 51 de gospodării, 4 văduve, 10 burlaci în total 65 bărbați (capi de familie+burlacii) și 4 femei văduve. Moșia aparține lui Nicolai Rosetti din Principatul Moldovei. Satul dispunea de 350 fălci de fânaț, 240 fălci de pământ arabil, 300 fălci de pășuni și 30 fălci de zarzavat, 1 heleșteu în valea Ciuhurului și 1 moară. Din punct de vedere administrativ era inclus în ocolul Ciuhurului din ținutul Hotin.
La mijlocul anilor 1850 erau 406 oameni.
În anul 1859, în localitate erau 57 gospodării, 185 bărbați și 155 femei.
Conform datelor din anul 1870, numărul de case constituia 70, locuitori – 240 bărbați și 220 femei, cai – 45 capete, vite cornute mari – 180 capete, ovine și caprine – 700 capete. Statisticile din anul 1875 arată o mică micșorare a datelor: case – 85; locuitori – 226 bărbați și 202 femei; cai – 42 capete, vite cornute mari – 124 capete, ovine și caprine – 581 capete. Pe atunci satul făcea parte din volostea Zăbriceni din județul Iași.
Statistica publicată în anul 1886 indică în sat 80 de curți, 387 oameni și o biserică ortodoxă.
La recensământ țarist din anul 1897, care a cuprins pentru prima dată întregul imperiu, în Pociumbăuți au fost înregistrați 286 bărbați și 291 femei, total 577 locuitori, inclusiv 562 ortodocși.
În 1902, în Pociumbăuți erau 72 case, cu o populație de 497 suflete; o biserică, cu hramul Sf. Mihail. Țăranii posedă pământ de împroprietărire 531 desetine.
Anuarul eparhial din 1922, indică existența Bisericii Sfântul Arhanghel Mihail (zidită din piatră în 1815) erau fixate 182 gospodării de naționalitate români. Preot paroh era Xenofont Crucianu, de 35 ani, în serviciu sacru pe loc din anul 1913, cântăreț - Atanasie Zarea, de 21 ani, în serviciu pe loc din anul 1921.
În 1923, au fost identificate 250 menaje, inclusiv 248 locuite și 2 părăsite. Locuitorii numărau 903 bărbați și 890 femei. În primii ani după unire, în domeniul economic activau Societatea cooperativă „Pociumbăuți”, Cooperativă agricolă „Munca“, carieră de piatră, un cojocar, un croitor, un măcelar, 3 mori pe apă. În sfera educațională funcționa o școală primară mixtă, cu profesorul Nichifor Ciabliu. Însemne administrative din acea perioadă: poștă rurală, primar – Teodor Halbașencu.
Pentru anul 1923, sunt notate următoarele repere topografice: Hârtop, Fața Soarelui, Stâncăuți, La Stâlp. Localitatea era inclusă județul Bălți, plasa Râșcani. La 14 iunie 1924 a fost aprobată Legea pentru unificarea administrativă a României, intrată în vigoare la 01.01.1925, conform căreia satul este redenumit în Pociumbenii Mici și a fost inclus în comuna Pociumbeni, plasa Râșcani, județul Bălți. În 1929 împărțirea administrativ-teritorială a României este modificată și se revine la denumirea de Pociumbăuți, fiind inclus în comuna Zăicani.
La recensământul general al populației din 1930, în Pociumbăuți au fost înregistrați 952 de locuitori, inclusiv: români – 895 persoane; evrei – 34 persoane; ruși – 13 persoane; țigani – 9 persoane și 1 polone. Limba română, în calitate de limba maternă, a fost declarată de către 902 persoane; limba idiș – 34 persoane; limba rusă - 14 persoane și limba țigănescă - 2 persoane.
În 1932, are loc regruparea comunelor din județul Bălți și Pociumbăuți este redenumit în Pociumbenii Mici, fiind transferat în comuna Pociumbeni. În perioada interbelică, în domeniul economic activau 1 băcănie, 2 croitori, 1 fierar, 2 mori de apă, 1 treierătoare și 1 fabrică de uleiuri vegetale.
În anul 1941, în Pociumbenii Mici au fost înregistrați 994 de locuitori și 259 clădiri.
În perioada sovietică funcționa o brigadă colhoznică de culturile de câmp și o fermă de vite cornute „Drujba” (Prietenie), școală medie de cultură generală de 8 ani, casă de cultură cu instalație pentru cinematograf, punct medical, farmacie, grădiniță, casă de deservire socială, magazine și centru de telefonie. 
În 1994 Parlamentul Republicii Moldova aprobă Lege privind organizarea administrativ-teritorială prin care „sovietele sătești” sunt înlocuite cu termenul „comune”, iar satul Pociumbăuți rămâne în componența comunei Pociumbeni, raionul Rîșcani.
În anul 1998 se aprobă o nouă lege prin care teritoriul Moldovei este divizat în județe formate prin comasarea a mai multor raioane, astfel comuna Pociumbeni, inclusiv satul Pociumbăuți, este inclusă în județul Edineț.
În 2003, județele sunt desființate și se revine la împărțirea teritoriului Republicii Moldova în raioane. Satul Pociumbăuți este transferat în componența raionului Rîșcani.

## Demografie
Conform datelor recensământului național din anul 2004, populația satului era constituită din 680 de locuitori, dintre care 49,26% bărbați și 50,74% femei. Structura etnică: 662 moldoveni/români, 17 ucraineni și 1 persoană cu etnie nedeclarată.
În satul Pociumbăuți au fost înregistrate 299 de gospodării casnice la recensământul local din anul 2007, iar mărimea medie a unei gospodării era de 2,3 persoane.

## Administrație și politică
Componența Consiliului local Pociumbăuți (9 consilieri), ales la 5 noiembrie 2023, este următoarea:
|  | Partid                                       | Consilieri | Componență | Componență | Componență |
|  | -------------------------------------------- | ---------- | ---------- | ---------- | ---------- |
|  | Partidul Socialiștilor din Republica Moldova | 3          |            |            |            |
|  | Partidul Acțiune și Solidaritate             | 3          |            |            |            |
|  | Candidat independent ARTUR GUZUN             | 1          |            |            |            |
|  | Partidul Social Democrat European            | 2          |            |            |            |

## Simboluri

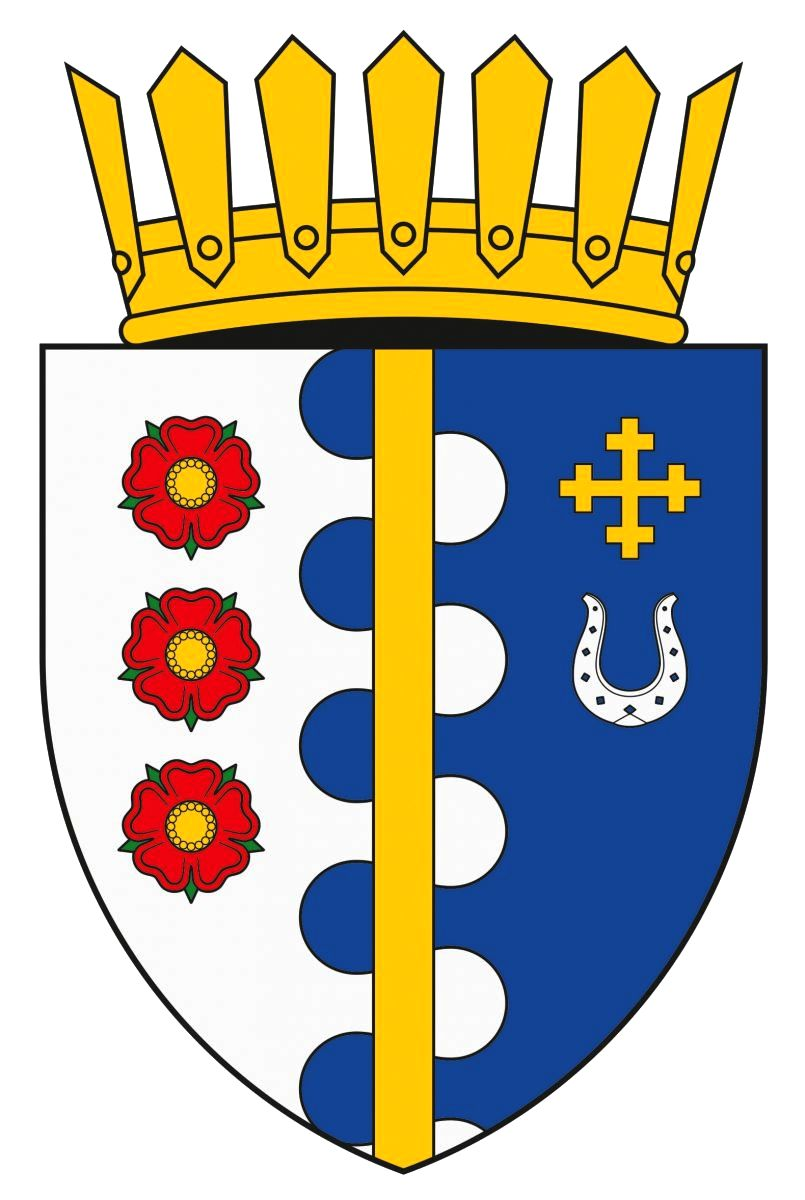
Stema satului Pociumbăuți (2023)

La 14 decembrie 2023 au fost aprobate însemnele heraldice ale localității, prin Decretului Președintelui Republicii Moldova, având descrierea:
Stema: Scut despicat nebulos; în prima partițiune, pe argint, trei roze heraldice în pal, roșii; în partițiunea a doua, pe azur, o cruce recruciată, de aur, surmontând o potcoavă răsturnată, de argint; peste linia de despicare, un pal diminuat broșând, de aur. Scutul timbrat de o coroană sătească de aur.
Drapelul reprezintă o pânză pătrată, despicată vertical (1:2), purtând în treimea de la hampă, albă, trei roze heraldice în pal, roșii, și având batantul (2/3) fasciat în șapte brâie, albastru și alb, cu un pal diminuat (1/12) broșând pe mijloc, galben.

### Semnificație
Scutul despicat nebulos semnifică prezența toltrelor din apropierea localității. Pe fiecare partițiune ale scutului au fost amplasate elemente heraldice din stemele moșierilor satului.
Cei trei trandafiri heraldici, fac referire la stema familiei Rosetti care dețineau moșia satului în 1817. Din stema familiei Stroescu a fost aleasă potcoava răsturnată de argint. Crucea recruciată de aur simbolizează biserica din Pociumbăuți, reconstruită prin suportul financiar semnificativ acordat de Vasile Stroescu.
Palul diminuat de aur, care broșează peste linia de despicare, reprezintă toponimul „Pociumbăuți„ care provine de la apelativul pociumb cu sensul de „parii lungi care servesc la susținerea sau la fixarea unui gard, a unui perete, a unei plante etc.” și „trunchi de copac rămas în pământ după tăiere, butuc”, de la care a fost preluat sensul mai îngust de „par, țăruș, pripon”. Cuvântul românesc par, la fel ca și termenul heraldic francez și românesc pal, provine de la apelativul latin palus – „par, țăruș”.

## Personalități

### Născuți în Pociumbăuți
- Israel Zmora (1899–1983), critic literar, scriitor, traducător și editor israelian
- Mircea Druc (n. 1941), om politic, prim-ministru al Republicii Moldova în perioada 1990–1991
- Vlad Druc (n. 1948), regizor de filme documentare